# Drogon de Hauteville
Pour les articles homonymes, voir Drogon.
Drogon de Hauteville ou Drogon d’Apulie (en latin : Drogo et en italien : Drogone d'Altavilla) ou Dreux, ou encore Dreu, est un mercenaire normand du XIe siècle qui fut le deuxième comte d’Apulie et de Venosa de 1046 à 1051.

## Biographie
Drogon de Hauteville, né vers 1010, est le troisième fils d'un petit seigneur normand du Cotentin, Tancrède de Hauteville, et de sa première épouse Murielle (Moriella).
Il arrive en Italie méridionale avec son frère aîné Guillaume vers 1035, et sert en qualité de mercenaire le prince lombard Guaimar IV de Salerne, après avoir servi le comte normand Rainulf Ier d’Aversa.
Avec son frère et 300 autres chevaliers normands, il participe à la reconquête byzantine de la Sicile sur les musulmans (1038-1040).
À partir de 1040, Drogon participe aux débuts de la conquête normande de l'Apulie. En 1042, après la victoire normande sur les troupes byzantines et le partage de l'Apulie (dont la conquête est loin d'être achevée), il reçoit en fief la ville de Venosa avant d’hériter du comté d'Apulie à la mort sans postérité de son frère Guillaume Bras-de-Fer (1046).
Après s'être débarrassé d'un rival, Pierre de Trani, qui cherchait à devenir comte d'Apulie, il s'empare de Bénévent en 1047, se proclame « duc et maître de l'Italie, comte des Normands et de toute l'Apulie et de la Calabre », et son pouvoir est officiellement reconnu par le prince Guaimar IV de Salerne qui lui avait déjà donné pour épouse l’une de ses filles, Gaïtelgrima ; mieux encore, il est investi par l’empereur germanique Henri III le Noir. Vers 1048, Drogon conduit une expédition en Calabre et installa dans la vallée du Crati, près de Cosenza, son frère cadet Robert Guiscard avec une petite troupe.

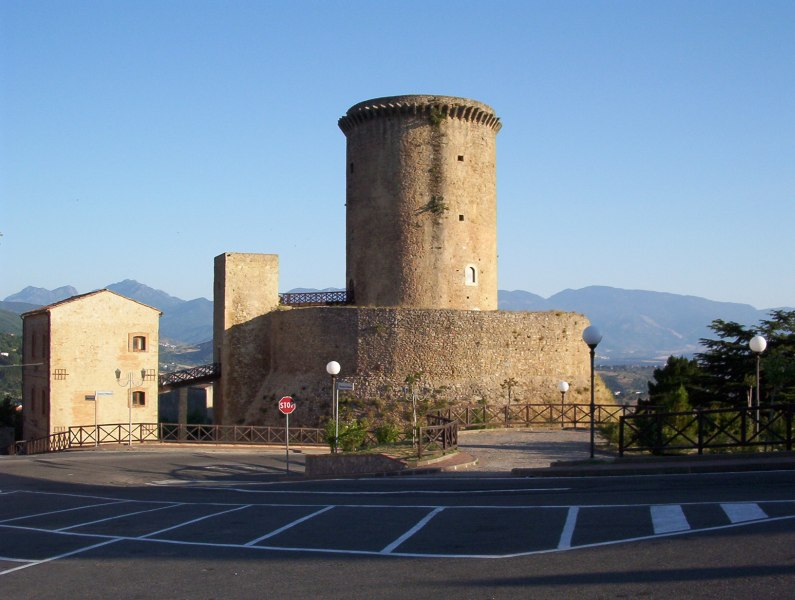
La « Tour de Drogon » à San Marco Argentano (Calabre).

Il continue la lutte contre les Byzantins et étend la domination normande vers le sud de l'Italie mais, victime d’un complot anti-normand, il est assassiné le 10 août 1051 par un Lombard dans la chapelle de son château de Monte Ilaro alors qu'il se préparait à combattre une dangereuse coalition organisée par le pape Léon IX, hostile aux Normands.
Drogon fut inhumé à Venosa, dans l'abbaye de la Trinité de Venosa.
Son frère Onfroi, à qui Drogon avait confié la place de Lavello, lui succéda à la tête du comté d'Apulie (1051-1057).
Selon Geoffroi Malaterra, l'assassin de Drogon fut un certain Risus, « intime du comte, à qui des serments le liaient », qui finira par être capturé par Onfroi : selon l'Anonyme du Vatican (Anonymi Vaticani Historia Sicula ab ingressu Normannorum in Apuliam usque ad annum 1282), « chacun des membres [de Risus] fut arraché, l’un après l’autre, par intervalles, afin que, restant en vie, il souffrît plus longtemps ; et, pour finir, quand il eut perdu tous ses membres, on le mit en terre encore vivant. ».
Une tour d'origine normande, bâtie vers 1050 et située à San Marco Argentano en Calabre porte son nom : la Torre di Drogone (ou la Torre del Drogone).

## Union et descendance
De son épouse lombarde Gaïtelgrima de Salerne, Drogon eut au moins deux filles, Rocca et Éremburge, et un fils, Richard.